# Джентльмен з Америки
«Джентльмен з Америки» (англ. The Gentleman from America) — американська кінокомедія режисера Едварда Седжвіка 1923 року.

## Сюжет
Двоє приятелів з американських експедиційних сил у Франції під час Першої світової війни, Денніс О'Шейн (Гібсон) і Джонні Дей (О'Браєн), отримали відпустку. На взяті в борг гроші вони відправляються в Париж. Хлопці сідають не на той потяг і приземляються в Кардонії, князівстві Іспанії. Денніса приймають за відчайдушного бандита, і водночас він закохується в Кармен Наварро, найкрасивішу сеньйориту.

## У ролях
- Гут Гібсон — Денніс О'Шейн
- Том О'Браєн — Джонні Дей
- Луїза Лоррейн — Кармен Наварро
- Кармен Філліпс — спокусниця
- Френк Лі — дон Рамон Гонсалес
- Джек Крейн — Хуан Гонсалес
- Роберт Маккензі — Сан Феліпе
- Альберт Пріску — великий князь
- Роза Розанова — старий Інес